# Förskolan (tidning)
Förskolan är en tidskrift, som grundades 1918 med namnet Barnträdgården av den då nybildade föreningen Svenska Fröbelförbundet. Den gavs senare ut som medlemstidning av Sveriges Lärare med fem nummer per år. Förskolan finns även som nättidning på Vi lärare.
Tidskriften ska främja förskollärarnas yrkesmässiga kompetens och stärka yrkesrollen, vara till nytta för förskollärarna i deras arbete i vardagen och ge inspiration och vidgade perspektiv. Dessutom ska tidningen bevaka utvecklingen inom förskolan och det som händer i politiken och samhället som rör förskolans verksamhet, samt bevaka aktuell forskning,samt barnkultur.